# Wallace & Gromit’s Grand Adventures
Wallace & Gromit’s Grand Adventures — это эпизодический квест, основанный на персонажах Уоллеса и Громита, которые были созданы Ником Парком и Aardman Animations. Игра была разработана и издана Telltale Games. Он состоит из четырех эпизодов, выпущенных для Microsoft Windows с 23 марта по 30 июля 2009 года и для Xbox 360 с 27 мая по 4 ноября 2009 года.
Эпизоды разработаны компанией Telltale Games в сотрудничестве с Aardman Animations для создания сюжета, персонажей и обстановки. Игроки время от времени контролируют и Уоллеса, и Громита. Бен Уайтхед, официальный резервный голосовой актер Aardman, изображает Уоллеса вместо Питера Саллиса, который озвучивал персонажа на всех экранах до этого момента. Демоверсия первого эпизода была доступна 16 марта 2009 года, ее можно было загрузить с официального сайта, а также из Yahoo Games. Игра также включена в выпуски Дела о хлебе и смерти региона 2 и Blu-ray «DVD». 14 января 2014 года компания Telltale Games сняла игру с продажи в связи с истечением срока действия прав на распространение интеллектуальной собственности Уоллеса и Громита; клиенты, которые ранее приобрели игру, все еще могут загрузить эпизоды из своей игровой библиотеки. В 2020 году игру вернули в продажу.

## Синопсис

### Episode 1: Fright of the Bumblebees
Уоллес открыл новый бизнес «От пчёл для вас», специализирующийся на поставках свежеприготовленного меда своим клиентам. Он принимает предложение предоставить местному бакалейщику 227 литров меда после того, как его электрическая машина для обнаружения сыра случайно прокатилась по магазину во время пробного запуска. Однако Уоллес израсходовал все цветы в своем саду и вынужден был использовать сыворотку быстрого роста, чтобы превратить семена ромашки, предоставленные его соседкой, мисс Флитт, в гигантские цветы. Формула является успешной, и он выполняет заказ своего клиента, но вскоре все идет не так, когда пчелы реагируют на сыворотку роста, становясь огромными и терроризируя город и дом Уоллеса. Громит ловит большинство пчел, но обнаруживается, что Уоллес был схвачен гигантской пчелиной маткой. Громит преследует его в автоцистерне и пытается спасти Уоллеса. Эти двое работают вместе, чтобы накормить королеву большим количеством меда, добавив больше сыворотки роста, заставляя пчелу застрять в туннеле. Уоллес разработал противоядие к сыворотке роста, чтобы уменьшить пчёл до нормального состояния, хотя он случайно уменьшается в процессе.

### Episode 2: The Last Resort
Используя свою прибыль от медового бизнеса, Уоллес готовится отвезти Громита в Блэкпул, но погода портит их планы и создает небольшое наводнение в подвале. Уоллес приходит с идеей превратить затопленный подвал в закрытый курорт для отдыха горожан и старается сделать их всех счастливыми, хотя два щенка г-жи Флитт вызывают большой хаос. «Парень» мисс Флитт, Дункан МакБискуит таинственным образом оказывается зарыт в песок, и Уоллес и Громит приходят к выводу, что щенки, расстроенные тем, что у них отобрали игрушку для жевания, напали на Дункана. В финале эпизода утечка в погребе смещается, и щенки, гоняясь за своей игрушкой для жевания, следуют за ней и оказываются в тюремной камере, в то время как Уоллес начинает убирать беспорядок. Как только все уходят, свистящий мужчина с усами вывешивает листовку о благотворительной ярмарке на ворота участка Уоллеса.

### Episode 3: Muzzled!
Вскоре после сезона отпусков в город приходит благотворительная ярмарка, которой управляет Монти Мордл, чтобы собрать деньги для нового приюта для собак, старый был уничтожен во время шторма в прошлом эпизоде. Разобравшись с тремя бездомными в их доме, Уоллес и Громит отправляются на ярмарку с новым изобретением Уоллеса, способным создать любой вкус мороженого. На ярмарке Громит обнаруживает, что мистер Мордл на самом деле пытается украсть пожертвования горожан и использует животных в качестве ручного труда для ярмарки. Когда Уоллес и Громит раскрывают намерения мистера Мордла, он убегает на импровизированном воздушном шаре, но Уоллес и Громит преследуют его, обвиняя мистера Морда в краже денег собранных для помощи бездомным собакам. Мисс Флитт, которая бросила Дункана Макбисквита ранее в этом эпизоде и стала восхищаться «храбростью» Уоллеса (не подозревая, что на самом деле Громит остановил Мордла), ошибочно принимает найденную им крепежную гайку за обручальное кольцо и предложение брака.

### Episode 4: The Bogey Man
Уоллес начинает новый бизнес под названием «Золотой поиск», целью которого является поиск потерянных предметов, и майор Крам нанимает его. Чтобы помешать планам г-жи Флитт, выйти замуж за Уоллеса, Громиту удается сделать его членом местного загородного клуба «Колючие Дерби», который тетя г-жи Флитт Пруденс ненавидит. Эрнест Диббинс, местный констебль, завидуя, что Уоллес был принят в клуб, использует устав, собирается закрыть клуб, поскольку у него нет поля для гольфа — или, точнее, оно есть, но участники не знаю, где оно, потому что договор спрятан и защищён системой безопасности, разработанной (судя по всему) предком Уоллеса, Гудманом Уитлессом (и его верным псом Гимлетом). Используя свое детективное оборудование, Уоллесу удается найти договор, который искал майор Крам, но он обнаруживает, что весь город был построен на поле для гольфа, и мстительный Дункан решает уничтожить город, чтобы восстановить поле. Уоллес бросает вызов Дункану на турнир по гольфу, чтобы он мог стать председателем и разорвать договор, что бы спасти город. Ему удаётся победить с помощью Громита. Однако, когда он собирается разорвать договор, система безопасности запирает его и других горожан в комнате в ловушке, и Громит вынужден отключить систему безопасности чтобы освободить всех. Уоллес разрывает договор и рад, что мисс Флитт отменила помолвку и вернулась к Дункану, которого её тетя практически одобряет, так как тот больше не является председателем клуба.

## Отзывы
| Игра                     | GameRankings                | Metacritic        |
| ------------------------ | --------------------------- | ----------------- |
| Fright of the Bumblebees | (PC) 78,34 % (X360) 75,05 % | (PC) 76 (X360) 73 |
| The Last Resort          | (PC) 73,70 % (X360) 72%     | (PC) 72 (X360) 73 |
| Muzzled!                 | (PC) 77,26 % (X360) 75%     | (PC) 75 (X360) 72 |
| The Bogey Man            | (PC) 74,32 % (X360) 74%     | (PC) 72 (X360) 72 |

### Episode 1: Fright of the Bumblebees
Episode 1: Fright of the Bumblebees получил положительные отзывы. Агрегаторы обзоров GameRankings и Metacritic дали ПК-версии 78 % и 76/100, а версии для Xbox 360 — 75 % и 73/100.

### Episode 2: The Last Resort
Episode 2: The Last Resort получил умеренно положительные отзывы. Агрегаторы обзоров GameRankings и Metacritic дали ПК-версии 74 % и 72/100, а версии для Xbox 360 — 72 % и 73/100.

### Episode 3: Muzzled!
Episode 3: Muzzled! получил положительные отзывы. Агрегаторы обзоров GameRankings и Metacritic дали версии для ПК 77 % и 75/100, а версии для Xbox 360 — 75 % и 72/100.

### Episode 4: The Bogey Man
Episode 4: The Bogey Man получил в основном положительные отзывы. Агрегаторы обзоров GameRankings и Metacritic дали ПК-версии 74 % и 72/100, а версии для Xbox 360 — 74 % и 72/100.